# المجعارة (بعدان)

تعديل مصدري - تعديل

المجعارة محلة تابعة لقرية المقلوع، التابعة لعزلة بني منصور بمديرية بعدان إحدى مديريات محافظة إب في الجمهورية اليمنية، بلغ تعداد سكانها 44 نسمة حسب تعداد اليمن لعام 2004.